# VV DOS in het seizoen 1957/58
Het seizoen 1955/1956 was het vierde jaar in het bestaan van de Utrechtse betaaldvoetbalclub DOS. De club kwam uit in de Eredivisie en eindigde daarin op een gedeelde eerste plaats, na een gewonnen beslissingswedstrijd tegen Sportclub Enschede werd club voor het eerst landskampioen van Nederland. Hiermee plaatsten zij zich voor de voorronde van de Europacup I het komende seizoen.

## Wedstrijdstatistieken

### Eredivisie
|       | ADO   | Ajax  | Amsterdam | Blauw-Wit | BVV   | Elinkwijk | Sportclub Enschede | Feijenoord | Fortuna '54 | GVAV  | MVV   | NAC   | NOAD  | PSV   | Rapid JC | Sparta | VVV   |
| ----- | ----- | ----- | --------- | --------- | ----- | --------- | ------------------ | ---------- | ----------- | ----- | ----- | ----- | ----- | ----- | -------- | ------ | ----- |
| Thuis | 4 – 1 | 5 – 2 | 3 – 1     | 0 – 0     | 2 – 1 | 4 – 1     | 0 – 2              | 6 – 2      | 1 – 0       | 4 – 2 | 2 – 1 | 5 – 2 | 1 – 1 | 2 – 2 | 3 – 2    | 2 – 1  | 6 – 1 |
| Uit   | 6 – 2 | 1 – 0 | 0 – 0     | 2 – 2     | 2 – 4 | 2 – 3     | 0 – 0              | 4 – 4      | 1 – 0       | 1 – 2 | 0 – 4 | 4 – 0 | 3 – 3 | 2 – 3 | 1 – 0    | 1 – 7  | 0 – 0 |

### Beslissingswedstrijd voor het landskampioenschap
| Beslissingswedstrijd                                                                       | DOS                       | 1 – 0 Na verlenging | Sportclub Enschede |
| 15 juni 1958 Plaats: Nijmegen Goffertstadion Toeschouwers: 38.000 Scheidsrechter: Leo Horn | Tonny van der Linden 109' |                     |                    |

## Statistieken DOS 1957/1958

### Eindstand DOS in de Nederlandse Eredivisie 1957 / 1958
| Stand | Gespeeld | Gewonnen | Gelijk | Verloren | Punten | Doelpunten voor | Doelpunten tegen |
| ----- | -------- | -------- | ------ | -------- | ------ | --------------- | ---------------- |
| 1e    | 34       | 19       | 9      | 6        | 47     | 84              | 52               |

### Topscorers
| #                    | Naam                 | Goal |
| -------------------- | -------------------- | ---- |
| 1.                   | Tonny van der Linden | 29   |
| 2.                   | Cor Luiten           | 19   |
| 3.                   | Dirk Lammers         | 14   |
| 4.                   | Gerrit Krommert      | 5    |
| 5.                   | Wim Visser           | 4    |
| 6.                   | Louis van den Bogert | 3    |
| 6.                   | Henk Temming         | 3    |
| 8.                   | Jan van Capelle      | 2    |
| 8.                   | Jacques Westphaal    | 2    |
| Onbekende doelpunten |                      |      |
| –                    | Onbekend             | 3    |
| Totaal               | Totaal               | 84   |

| #      | Naam                 | Goal |
| ------ | -------------------- | ---- |
| 1.     | Tonny van der Linden | 1    |
| Totaal | Totaal               | 1    |

## Voetnoten
ADO ·
Ajax ·
Amsterdam ·
Blauw-Wit ·
BVV ·
DOS ·
Elinkwijk ·
Sportclub Enschede ·
Feijenoord ·
Fortuna '54 ·
GVAV ·
MVV ·
NAC ·
NOAD ·
PSV ·
Rapid JC ·
Sparta ·
VVV